# Адам Губер
Адам Губер  (англ. Adam Huber, нар. 8 травня 1987, Голідейсбург, Пенсільванія, США) — американський актор та модель. Відомий своєю роллю Ліама Рідлі у телесеріалі «Династія»

## Біографія
Губер народився в Холлідейсбурзі, штат Пенсільванія, у 2006 році закінчив середню школу в районі Холлідейсбурга та почав вивчати управління бізнесом в Університеті штату Пенсільванія. Він почав працювати моделлю в Нью-Йорку в 2007 році.

## Особисте життя
Адам підтримує Національне товариство розсіяного склерозу.
Раніше Губер зустрічався з Джордан Денджером, який написала сценарій до фільму «Злам і вихід». З 2021 року перебуває у стосунках із інфлюенсером TikTok Рейчел Ріглер. Вони заручилися в Колізеї в Римі, Італія, 18 квітня 2024 року.

## Фільмографія
| Рік       |    | Українська назва         | Оригінальна назва                       | Роль              |
| --------- | -- | ------------------------ | --------------------------------------- | ----------------- |
| 2013      | с  | Незабутнє                | Unforgettable                           | Доставник піцци   |
| 2014      | с  | Новенька                 | New Girl                                | Джефф             |
| 2015      | кф | Головний простір         | Head Space                              | Працівник піцерії |
| 2015      | с  | Незграбна                | Awkward                                 | Спортсмен №2      |
| 2016      | ф  | Ви берете цю людину      | Do You Take This Man                    | Офіціант          |
| 2016      | ф  | Переробляти              | Do Over                                 | Продавець         |
| 2016      | ф  | Рожевий                  | Rose-Colored                            | Бен               |
| 2016      | с  | Нереально                | Unreal: The Faith Diaries               | Стерлінг Коул     |
| 2016      | с  | За законами вовків       | Animal Kingdom                          | Дейв              |
| 2016      | с  | Стартап                  | StartUp                                 | Чед               |
| 2016      | с  | У кращому світі          | The Good Place                          | Кірк              |
| 2016      | с  | Марі+Джейн               | Mary + Jane                             | Картер Войт       |
| 2017      | с  | Майже всі                | Gamer's Guide to Pretty Much Everything | Коді              |
| 2018      | тф | Кров, піт і брехня       | Blood, Sweat, and Lies                  | Трей              |
| 2018      | тф | Кімната для вбивства     | Room for Murder                         | Раян              |
| 2018      | тф | Няня спостереження       | Nanny Surveillance                      | Скот              |
| 2018      | с  | Полігонерз               | Polygonerz                              | Марсель           |
| 2018      | ф  | Книжний клуб             | Book Club                               | Барт              |
| 2018      | ф  | Розрив і вихід           | Breaking & Exiting                      | Кріс              |
| 2018—2022 | с  | Династія                 | Dynasty                                 | Ліам Рідлі        |
| 2019      | ф  | Кращі дні                | Better Days                             | Метт              |
| 2019      | ф  | Перше кохання            | First Love                              | Роберт            |
| 2024      | с  | Медики Чикаго            | Chicago Med                             | Джордан Мур       |
| 2025      | с  | Морська поліція: Початок | NCIS: Origins                           | Люк Флетчер       |